# Rogendorfové

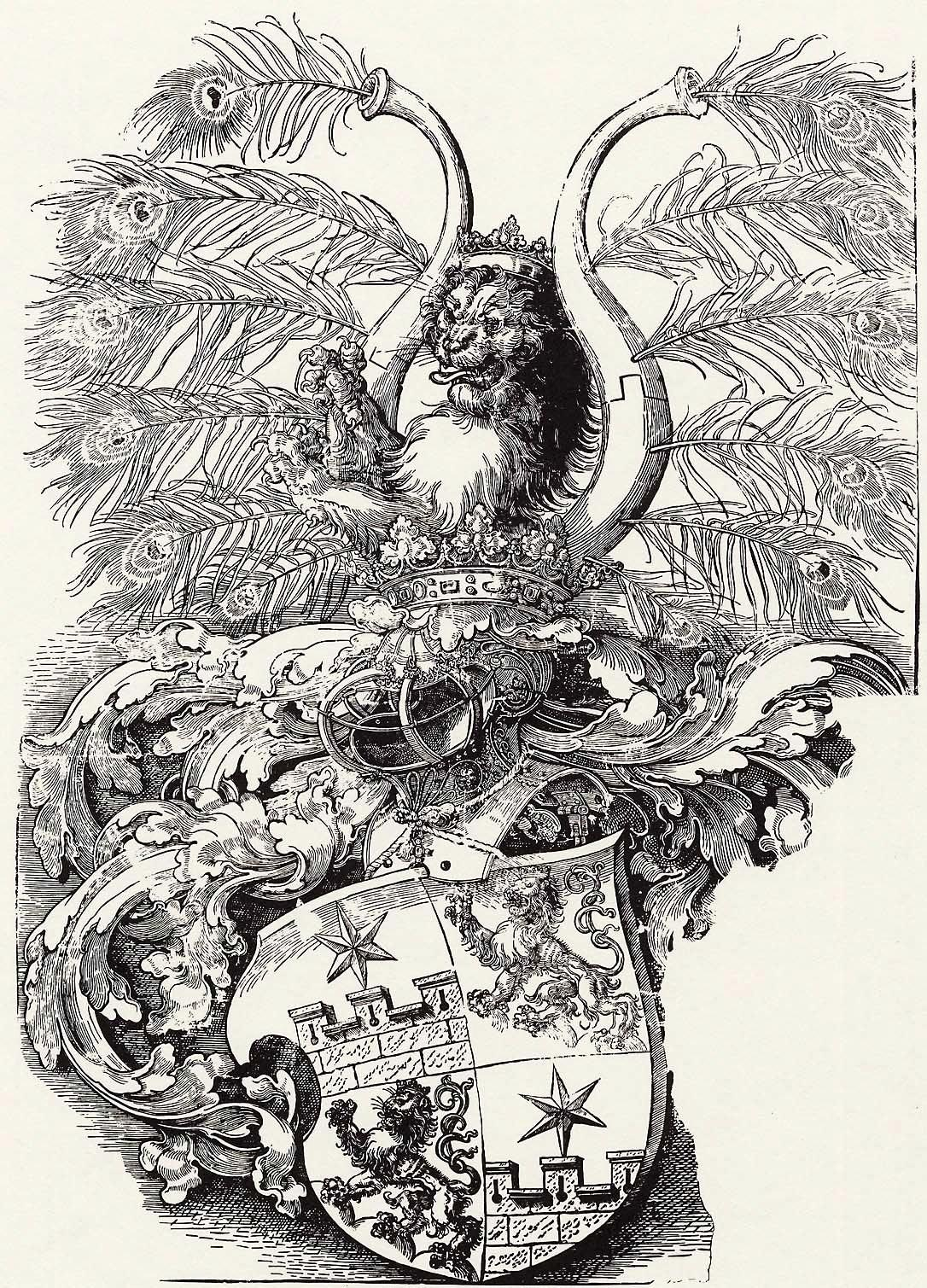
Erb svobodných pánů z Roggendorfu (dřevoryt od Albrechta Dürera z roku 1520)

Rogendorfové, či Roggendorfové, nebo páni z Rogendorfu byli rakouský šlechtický rod, jehož větev se usadila i na území Moravy.

## Dějiny rodu

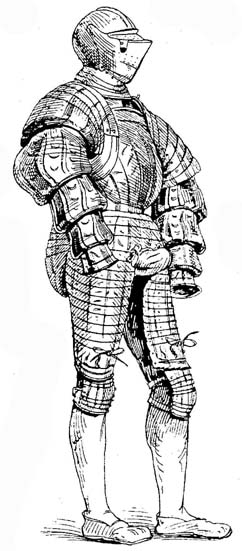
Brnění Viléma z Rogendorfu

Kořeny rodu spadají do 14. století, kdy se jako první historicky doložená postava uvádí Mikuláš z Rogendorfu. Vilém z Rogendorfu se proslavil v roce 1529, kdy byl jedním z velitelů Vídně při jejím prvním tureckém obléhání.
V roce 1619 si vzal Jiří Ehrenreich z Rogendorfu (13. ledna 1596–1653) Johanku Drnovskou z Drnovic, která byla poslední členkou rodu Drnovských z Drnovic. Protože byl protestant, jeho rodina utrpěla při pobělohorských konfiskacích a přišla o panství Dolní Kounice. Jeho žena Johanka však po jeho smrti vysoudila v roce 1661 rodový majetek v Rájci, který přešel na jejího syna Kristiána z Rogendorfu (28. září 1635 – 19. prosince 1701). Ten se stal komorníkem Leopolda I., přísedícím zemského práva a královským hejtmanem. V roce 1686 byl povýšen do hraběcího stavu s titulem "hrabě z Rogendorfu a svobodný pán z Molenburku."
Jeho nástupcem se stal syn Karel Ludvík (25. května 1685–1738), který dosáhl titulu tajného rady, komořího a přísedícího zemských desk. Byl dobrým hospodářem, staral se o rozvoj svého panství. Založil sklárnu v Housku, v roce 1716 založil vesnici Rogendorf, v roce 1717 panský dvůr pod ruinami hradu Holštejna a roku 1724 vesnici Molenburk. V letech 1711–1724 vlastnil Letovice. Roku 1733 znovu vystavěl zchátralý kostel v Petrovicích. Podporoval rozvoj hamrů na řece Svitavě. Jeho manželkou byla od roku 1710 Karolina Anna Pálffy z Erdőd, která byla velice zbožná. Ve Sloupě nechala vystavět špitál a poutní kostel Panny Marie Bolestné.
Karel Ludvík po sobě zanechal čtyři syny a tři dcery. Nejstarší František Antonín byl c.k. polním maršálkem a komořím a ujal se rodinných statků Rogendorf a Molenburk v Dolních Rakousích. Vilém Felix byl kanovníkem v Olomouci, Arnošt byl nejvyšším polním strážmistrem a komořím. Karlova dcera Rafaela si vzala roku 1743 hraběte Antonína Josefa ze Salmu, který v roce 1763 koupil majetkové podíly ostatních dědiců rájeckého panství a tento statek tak přešel do vlastnictví rodu Salmů.
Rod Rogendorfů žil v Rakousku do 19. století.